# Gennaro Pesce
Gennaro Pesce (* 29. Juli 1902 in Neapel; † 8. Januar 1984 in Cagliari) war ein italienischer Archäologe, der sich vor allem um die Erforschung von Libyen und Sardinien einen Namen gemacht hatte. 
1927 machte er seinen Abschluss in Archäologie an der Universität La Sapienza in Rom bei Giulio Emanuele Rizzo. Er arbeitete darauf bei der Scuola Archeologica Italiana di Atene und kam nach Delos, Rhodos und Kreta. Seit 1929 arbeitete er für die archäologische Denkmalpflege in Italien, zunächst für die Soprintendenza von Neapel, Avellino und Benevent, seit 1933 für die der Reggio Calabria und seit 1936 für die von Piemont. Im Dezember 1938 wurde er nach Sardinien versetzt, kurz darauf arbeitete er von 1939 bis 1949 in Libyen, wo er in Ptolemais und Kyrene ausgrub.  Seit dem 6. Januar 1949 war er Leiter der Denkmalpflege von Sardinien (Soprintendente). Hier grub er vor allem in Nora und Tharros.

## Veröffentlichungen (Auswahl)
- Il "Palazzo delle colonne" in Tolmaide di Cirenaica. Rom 1950.
- Il tempio d'Iside in Sabratha. Rom 1954.
- Nora. Bologna 1957.
- Sarcofagi romani di Sardegna. Rom 1957.
- Sardegna punica. Cagliari 1961.
  - Neuausgabe Sardegna punica. Nuoro 2000 (mit Biographie und Schriftenverzeichnis) (Volltext) (PDF; 11,8 MB).